# Nunbena
Nunbena ist ein indonesischer Distrikt (Kecamatan) im Westen der Insel Timor.

## Geographie
| „Dorf“ (Desa) | Verwaltungssitz | Fläche | Einwohner | Bevölkerungs- dichte |
| ------------- | --------------- | ------ | --------- | -------------------- |
| Noebesi       | Noebesi         | km²    | 1.388     | 30                   |
| Lilana        | Lilana          | km²    | 733       | 476                  |
| Nunbena       | Nunbena         | km²    | 901       | 28                   |
| Taneotop      | Taneotop        | km²    | 909       | 35                   |
| Fetomone      | Fetomone        | km²    | 662       | 66                   |
| Tunbes        | Tunbes          | km²    | 688       | 37                   |

Der Distrikt befindet sich im Nordwesten des Regierungsbezirks Südzentraltimor (Timor Tengah Selatan) der Provinz Ost-Nusa-Tenggara (Nusa Tenggara Timur). Im Nordosten liegt der Distrikt Fatumnasi, im Südosten Nordmolo (Molo Utara), und im Süden Westmolo (Molo Barat). Im Westen grenzt Nunbena an den Regierungsbezirk Kupang mit seinen Distrikten Zentralamfoang (Amfoang Tengah) und Takari.
Nunbena hat eine Fläche von 134,49 km² und teilt sich in die sechs Desa Noebesi, Lilana, Nunbena, Taneotop, Fetomone und Tunbes. Der Verwaltungssitz befindet sich in Nunbena. Die Desas unterteilen sich in insgesamt zwölf Dusubn (Unterdörfer). Die Dörfer des Distrikts liegen in einer Meereshöhe zwischen etwa 500 m und800 m. Das tropische Klima teilt sich, wie sonst auch auf Timor, in eine Regen- und eine Trockenzeit. Der meiste Regen fällt im Februar, während der Dezember trocken ist. 2016 wurde eine Niederschlagsmenge von 1333 mm pro Quadratmeter gemessen.

## Flora
Im Distrikt finden sich Vorkommen von Vachellia leucophloea (indonesisch Kabesak), Tamarinde, Teak und Eukalyptus,.

## Einwohner
2017 lebten in Nunbena 5.281 Einwohner in 1.310 Haushalten. 2.624 waren Männer, 2.657 Frauen. Die Bevölkerungsdichte lag bei 39 Personen pro Quadratkilometer. Im Distrikt gab es eine katholische und zehn protestantische Kirchen und Kapellen.

## Wirtschaft, Infrastruktur und Verkehr
Die meisten Einwohner des Distrikts leben von der Landwirtschaft. Als Haustiere werden Rinder (4.707), Pferde (vier), Schweine (4.449), Ziegen (731) und Hühner (9.066) gehalten. Auf 1.172 Hektar wird Mais angebaut und auf 113 Hektar Reis. Weitere landwirtschaftliche Produkte sind Avocados, Mangos, Tangerinen, Papayas, Bananen und Jackfrüchte.
In Nunbena gibt es acht Grundschulen, zwei Mittelschulen und zwei weiterführende. Zur medizinischen Versorgung stehen ein kommunales Gesundheitszentrum (Puskesmas), ein medizinisches Versorgungszentrum (Puskesmas Pembantu) und ein Hebammenzentrum (Polindes) zur Verfügung. Ärzte sind im Distrikt nicht ansässig. Die Versorgung übernehmen fünf Hebammen, sechs Krankenschwestern und fünf andere Personen mit medizinischer Ausbildung.